# 11 Freunde
11 Freunde és una revista d'esports alemanya de publicació mensual. La revista es va fundar el 2000 per Reinaldo Coddou H. i Philipp Köster, qui també exerceix de redactor en cap. El nom de la revista està inspirat en la citació d'un llibre de tàctica de futbol de Richard Girulatis (1920): «Elf (11) Freunde müsst ihr sein, wenn ihr Setge wollt erringen» [«Si voleu guanyar, heu de ser onze amics»]. Ha influenciat altres publicacions esportives, com Panenka.